# Bataille de Soueïda
Ne doit pas être confondu avec Attaques de Soueïda.
Guerre civile syrienne
Insurrection syrienne (2024-présent)
Batailles
La bataille de Soueïda se déroule du 13 juillet 2025 au 19 juillet 2025, pendant les troubles communautaires qui suivent la guerre civile syrienne. Les affrontements débutent le 13 juillet dans le gouvernorat de Soueïda avec des affrontements entre Druzes et Bédouins. Le 14, l'armée syrienne intervient pour rétablir l'ordre, mais est durement prise à partie sans parvenir à obtenir une trêve tandis que certains soldats se rallient aux Bédouins. Le 15, l'aviation israélienne intervient à son tour en menant plusieurs frappes en soutien aux milices druzes. Le 17 juillet, l'armée syrienne se retire de Soueïda après la conclusion d'un accord qui laisse le contrôle de la région aux milices druzes. Malgré l'accord, les Bédouins reprennent l'offensive et un deuxième cessez-le-feu est annoncé le 18 juillet.

## Déroulement

### Combats entre Bédouins et Druzes
Le 13 juillet 2025, des affrontements éclatent dans la ville de Soueïda entre des tribus bédouines et des milices druzes, à la suite de l'enlèvement d'un commerçant druze par des Bédouins,. Les affrontements débutent dans le quartier bédouin d'al-Maqous, l'est de Soueïda, puis se propagent dans plusieurs villages au nord et à l'ouest de la ville.
Le gouvernement syrien réagit alors en annonçant le déploiement de l'armée afin de rétablir l'ordre. Cependant, les militaires sont attaqués par des miliciens druzes qui leur tuent 18 hommes. Une partie des forces gouvernementales se range alors du côté des Bédouins pour affronter les miliciens druzes,,,,. Le 14 juillet, l'armée s'empare de la petite ville d'al-Mazraa, au nord-ouest de Soueïda.

### Intervention de l'armée syrienne
Le matin du 15 juillet, le ministre syrien de la Défense annonce un « cessez-le-feu total » à Soueïda,. À la suite d'un accord avec les principaux notables druzes, l'armée syrienne entre dans la ville et impose le couvre-feu,,.
Cependant, les violences se poursuivent et des exactions sont commises par les différentes parties,. Des exécutions sommaires, des pillages et des incendies de maisons et de magasins sont commis par les forces du nouveau régime à Soueïda, à al-Mazraa et dans différents villages,,. À Soueïda, des habitants sunnites sont également la cible d'exactions de la part de miliciens druzes : des réfugiés dénoncent notamment des tirs de snipers et d'artillerie, ainsi que les pillages et les incendies de plusieurs de leurs habitations. Des civils des villages alentour viennent également participer à des pillages.
Un des principaux dirigeants druzes, le cheikh Hikmat al-Hijri, chef du conseil militaire de Soueïda, fait alors volte-face en accusant le gouvernement d'avoir violé l'accord par « le bombardement indiscriminé de civils non armés » et appelle dans un communiqué, à « faire face à la campagne barbare » des forces gouvernementales,,. Cependant d'autres dirigeants druzes, plus proches du gouvernement de Damas, poursuivent les négociations, notamment Laith al-Balous (en), chef de la milice cheikh Al-Karama (en), présent à al-Mazraa, et Suleiman Abdel Baqi, chef de la brigade Ahrar Jabal Al-Arab,,,.

### Intervention d'Israël
Israël intervient alors en soutien aux Druzes et bombarde plusieurs chars de l'armée syrienne, faisant plusieurs dizaines de morts parmi les soldats syriens,. Le Premier ministre israélien Benyamin Netanyahu déclare : « Notre but est de maintenir le sud-ouest du territoire syrien en tant que zone démilitarisée. Nous ne permettrons pas l'établissement d'un second Liban dans ce secteur ». Le ministre israélien de la Défense, Israël Katz, déclare quant à lui dans le même communiqué : « Comme nous l'avons clairement indiqué et averti, Israël n'abandonnera pas les Druzes en Syrie et imposera la politique de démilitarisation »,,. Certaines factions armées druzes opposées à Damas affichent leur proximité avec Israël, mais d'autres s'opposent à son intervention.
L'armée syrienne se retire alors de Soueïda qui repasse en bonne partie aux mains des miliciens druzes le soir du 15 juillet. Les combats reprennent pendant la nuit, tandis que le gouvernement envoie de nouveaux renforts à Soueïda.
À Damas, le 16 juillet, l'entrée du quartier général de l'armée syrienne est touchée par une frappe israélienne,. D'autres frappes sont ensuite menées près du palais présidentiel, dans les environs de l'aéroport militaire de Mezzeh, l'autoroute Damas-Deraa, ainsi qu'à Soueïda pour la troisième journée consécutive.
Aux premières heures du 17 juillet, des frappes aériennes israéliennes sont signalées sur le quartier général de la 107e brigade dans la campagne sud de Jablé, dans le gouvernorat de Lattaquié.

### Premier accord de cessez-le-feu
Le 17 juillet, au matin, Ahmed al-Charaa annonce la conclusion d'un accord avec les dirigeants druzes en évoquant « la nécessité d'éviter de sombrer dans une nouvelle guerre de grande ampleur »,. Il déclare alors : « Nous avons décidé que des factions locales et des cheikhs avisés assumeraient la responsabilité du maintien de la sécurité à Soueïda. […] Nous avions deux options : une guerre ouverte avec l'entité israélienne aux dépens de notre peuple druze, de sa sécurité et de la stabilité de la Syrie et de la région tout entière, ou bien donner aux anciens et aux cheikhs druzes la possibilité de revenir à la raison et de donner la priorité à l'intérêt national »,. Il promet de faire « rendre des comptes » aux auteurs d'exactions contre les Druzes, dénonce l'intervention israélienne qui a « poussé les choses à une escalade à grande échelle » et salue « l'intervention efficace de la médiation américaine, arabe et turque, qui a sauvé la région d'un sort inconnu »,.

### Reprises des combats
Le 17 juillet, le redéploiement des milices druzes à Soueïda et dans les villages alentour s'accompagne d'exactions et de représailles contre des membres de la communauté bédouine. En fin d'après-midi, les combattants bédouins repassent à l'offensive, en dépit du cessez-le-feu,. Un commandant bédouin local déclare à l'agence Reuters que l'accord ne s'applique qu'aux forces gouvernementales, et non aux tribus bédouines armées,. Des combattants de plusieurs tribus arabes sunnites affluent de différentes régions syriennes pour prêter main-forte aux Bédouins. Au cours de la journée du 18 juillet, des affrontements opposent les combattants bédouins aux groupes druzes à l'une des entrées de la ville de Soueïda. 

### Deuxième accord de cessez-le-feu
Le soir du 18 juillet, la Syrie et Israël s'entendent sur un cessez-le-feu sous l'égide des États-Unis. Dans la soirée, la présidence syrienne annonce l'envoi d'une « force spéciale » dans le sud du pays afin de « mettre fin aux affrontements » et exhorte « toutes les parties à faire preuve de retenue et à privilégier la raison »,. 
Le 19, au matin, le ministère de l'Intérieur assure que la ville a été « évacuée de tous les combattants tribaux ». Les forces de sécurité barrent les routes menant à la province afin d'empêcher l'arrivée de combattants tribaux,. 
Un premier convoi d'aide humanitaire du Croissant-Rouge entre dans la ville, alors privée d'eau et d'électricité.

### Suites
Le 3 août, des factions druzes lancent une attaque sur la colline stratégique de Tell Hadid (ouest de Soueida), planifiée depuis un certain temps. Elles ont également profité de l'absence des troupes du ministère de la Défense et du retrait de la majorité des combattants tribaux à la suite de la bataille de Soueida. Quelques jours auparavant, une vidéo les montrant en train de surveiller les forces de sécurité déployées sur la colline a été diffusée. Plus tard dans la journée, les combattants tribaux reprennent la colline aux druzes.

## Bilan humain
Selon l'Observatoire syrien des droits de l'homme (OSDH), le bilan est, à la date du 24 juillet, d'au moins 1 386 morts, dont 533 combattants druzes, 469 membres des forces gouvernementales tués au combat, dont 40 Bédouins, 15 membres des forces gouvernementales tués dans des bombardements israéliens, 124 civils, dont 24 femmes et 10 enfants[Quoi ?], 238 personnes, dont 30 femmes et huit enfants, exécutées sommairement par les forces gouvernementales et trois Bédouins, dont une femme et un enfant, exécutés par les Druzes.
Le 18 juillet, l'hôpital gouvernemental de Soueïda déclare avoir accueilli plus de 400 corps, dont ceux de femmes, d'enfants et de personnes âgées depuis la matinée du 14 juillet.
Selon le ministère de la santé syrien, les frappes israéliennes dans la région de Damas font trois morts et 34 blessés. Pour l'OSDH, ces frappes causent la mort de trois civils, dont une femme.
À la date du 20 juillet, les affrontements ont également fait plus de 128 000 déplacés d'après l'Organisation internationale pour les migrations (OIM).

## Conséquences
Selon la journaliste Hélène Sallon, envoyée spéciale du Monde : « Le président de transition, Ahmed Al-Charaa, sort affaibli de son bras de fer avec la direction druze et Israël, intervenu en faveur de cette minorité religieuse. Il a non seulement échoué à restaurer la souveraineté de Damas sur ce territoire, mais également à s’ériger en figure protectrice et unificatrice entre des communautés déchirées par quatorze ans de guerre civile ».

## Vidéographie
- [vidéo] Syrie : la situation à Soueïda pose un défi sécuritaire et politique à Damas, France 24, 16 juillet 2025.